# Dzbanecznik dwuostrogowy
Dzbanecznik dwuostrogowy (Nepenthes bicalcarata) – gatunek rośliny owadożernej z rodziny dzbanecznikowatych. Występuje w lasach równikowych na wyspie Borneo (Brunei, Kalimantan, Sabah, Sarawak).

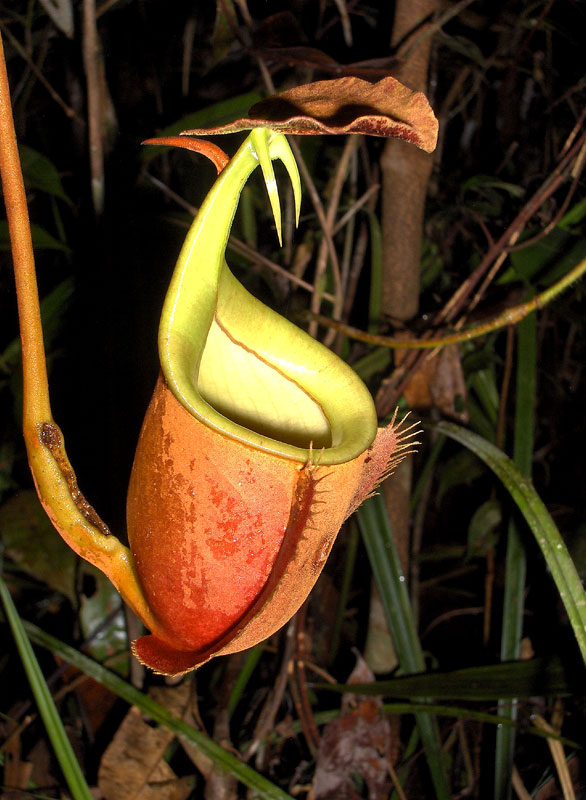
Liść pułapkowy

## Morfologia
Roślina posiadająca przekształcone w dzbanki liście pułapkowe, za pomocą których łapie owady. Charakterystyczną cechą tego dzbanecznika są 2 "kły" które występują na spodniej części przykrywki dzbanka. Po tych "kłach" spływa nektar, który wabi owady.